# Visano
Visano là một đô thị thuộc tỉnh Brescia trong vùng Lombardia ở Ý. Đô thị này có diện tích 11,21 km², dân số 1701 người.
Đô thị này giáp với các đô thị sau: Acquafredda, Calvisano, Isorella, Remedello.